# Cologne (Gers)
Pour les articles homonymes, voir Cologne (homonymie).
Cologne (Colonha en gascon) est une commune française située dans le département du Gers en région Occitanie. Sur le plan historique et culturel, la commune est dans la Lomagne, une ancienne circonscription de la province de Gascogne ayant titre de vicomté, surnommée « Toscane française ».
Exposée à un climat océanique altéré, elle est drainée par le Sarrampion et par un autre cours d'eau.
Cologne est une commune rurale qui compte 920 habitants en 2022, après avoir connu une forte hausse de la population depuis 1968.  Elle fait partie de l'aire d'attraction de Toulouse. Ses habitants sont appelés les Colognais ou  Colognaises.
Le patrimoine architectural de la commune comprend deux  immeubles protégés au titre des monuments historiques : la halle, inscrite en 1944, et le presbytère (syndicat d'initiative), inscrit en 1944.

## Géographie
La commune est implantée en Rivière-Verdun à la limite du Fezensaguet et du Gimois. Elle marie avec élégance la pierre et la brique.
Le village est situé sur la D 654 entre Mauvezin et l'Isle-Jourdain.

### Communes limitrophes
Cologne est limitrophe de six autres communes.
Les communes limitrophes sont Sainte-Anne, Ardizas, Encausse, Saint-Cricq, Saint-Georges et Sirac.
|               | Sainte-Anne |          |
| Saint-Georges | Cologne     | Ardizas  |
| Sirac         | Saint-Cricq | Encausse |

### Géologie et relief
La superficie de la commune est de 652 hectares ; son altitude varie de 134  à   214 mètres.
Cologne se situe en zone de sismicité 1 (sismicité très faible).

### Hydrographie

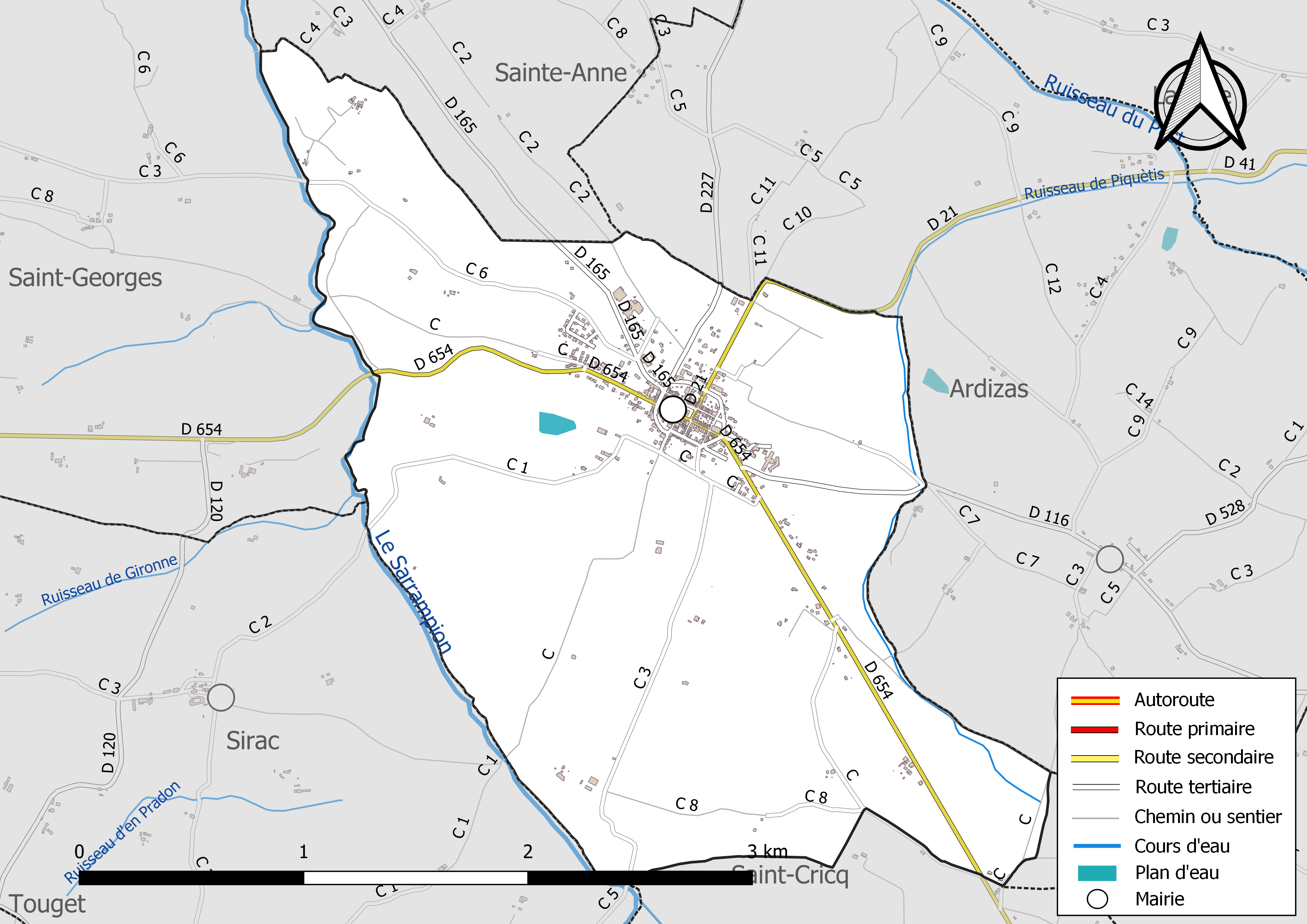
Réseaux hydrographique et routier de Cologne.

La commune est dans le bassin de la Garonne, au sein du bassin hydrographique Adour-Garonne. Elle est drainée par le Sarrampion et le ruisseau de Piquètis, qui constituent un réseau hydrographique de 2 km de longueur totale,.
Le Sarrampion, d'une longueur totale de 25,4 km, prend sa source dans la commune de Monferran-Savès et s'écoule vers le nord. Il traverse la commune et se jette dans la Gimone à Maubec, après avoir traversé 14 communes.

### Climat
Pour des articles plus généraux, voir Climat de l'Occitanie et Climat du Gers.
En 2010, le climat de la commune est de type climat du Bassin du Sud-Ouest, selon une étude s'appuyant sur une série de données couvrant la période 1971-2000. En 2020, Météo-France publie une typologie des climats de la France métropolitaine dans laquelle la commune est exposée à un climat océanique altéré et est dans la région climatique Aquitaine, Gascogne, caractérisée par une pluviométrie abondante au printemps, modérée en automne, un faible ensoleillement au printemps, un été chaud (19,5 °C), des vents faibles, des brouillards fréquents en automne et en hiver et des orages fréquents en été (15 à 20 jours).
Pour la période 1971-2000, la température annuelle moyenne est de 13,3 °C, avec une amplitude thermique annuelle de 15,6 °C. Le cumul annuel moyen de précipitations est de 698 mm, avec 9,4 jours de précipitations en janvier et 5,6 jours en juillet. Pour la période 1991-2020, la température moyenne annuelle observée sur la station météorologique la plus proche, située sur la commune de Sainte-Anne à 3 km à vol d'oiseau, est de 13,6 °C et le cumul annuel moyen de précipitations est de 676,2 mm,. Pour l'avenir, les paramètres climatiques de la commune estimés pour 2050 selon différents scénarios d'émission de gaz à effet de serre sont consultables sur un site dédié publié par Météo-France en novembre 2022.

### Milieux naturels et biodiversité
Aucun espace naturel présentant un intérêt patrimonial n'est recensé sur la commune dans l'inventaire national du patrimoine naturel,,.

## Urbanisme

### Typologie
Au 1er janvier 2024, Cologne est catégorisée commune rurale à habitat dispersé, selon la nouvelle grille communale de densité à sept niveaux définie par l'Insee en 2022.
Elle est située hors unité urbaine. Par ailleurs la commune fait partie de l'aire d'attraction de Toulouse, dont elle est une commune de la couronne,. Cette aire, qui regroupe 527 communes, est catégorisée dans les aires de 700 000 habitants ou plus (hors Paris),.

### Occupation des sols
L'occupation des sols de la commune, telle qu'elle ressort de la base de données européenne d’occupation biophysique des sols Corine Land Cover (CLC), est marquée par l'importance des territoires agricoles (94,8 % en 2018), une proportion identique à celle de 1990 (94,8 %). La répartition détaillée en 2018 est la suivante : 
terres arables (80,9 %), zones agricoles hétérogènes (14 %), zones urbanisées (5,2 %). L'évolution de l’occupation des sols de la commune et de ses infrastructures peut être observée sur les différentes représentations cartographiques du territoire : la carte de Cassini (XVIIIe siècle), la carte d'état-major (1820-1866) et les cartes ou photos aériennes de l'IGN pour la période actuelle (1950 à aujourd'hui).

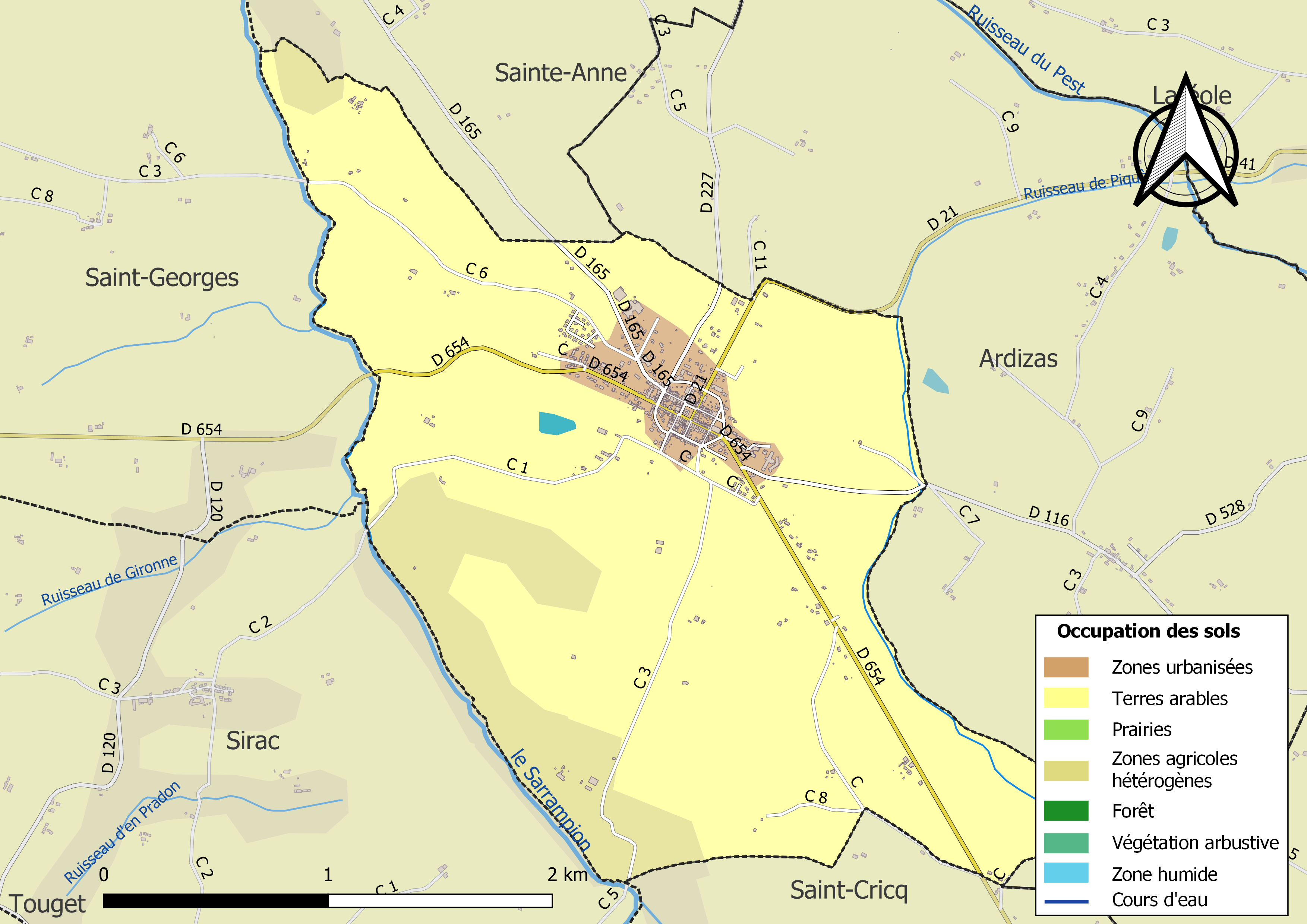
Carte des infrastructures et de l'occupation des sols de la commune en 2018 (CLC).

### Voies de communication et transports
Accès avec la route départementale D 654 ancienne route nationale 654.

### Risques majeurs
Le territoire de la commune de Cologne est vulnérable à différents aléas naturels : météorologiques (tempête, orage, neige, grand froid, canicule ou sécheresse) et séisme (sismicité très faible). Un site publié par le BRGM permet d'évaluer simplement et rapidement les risques d'un bien localisé soit par son adresse soit par le numéro de sa parcelle.

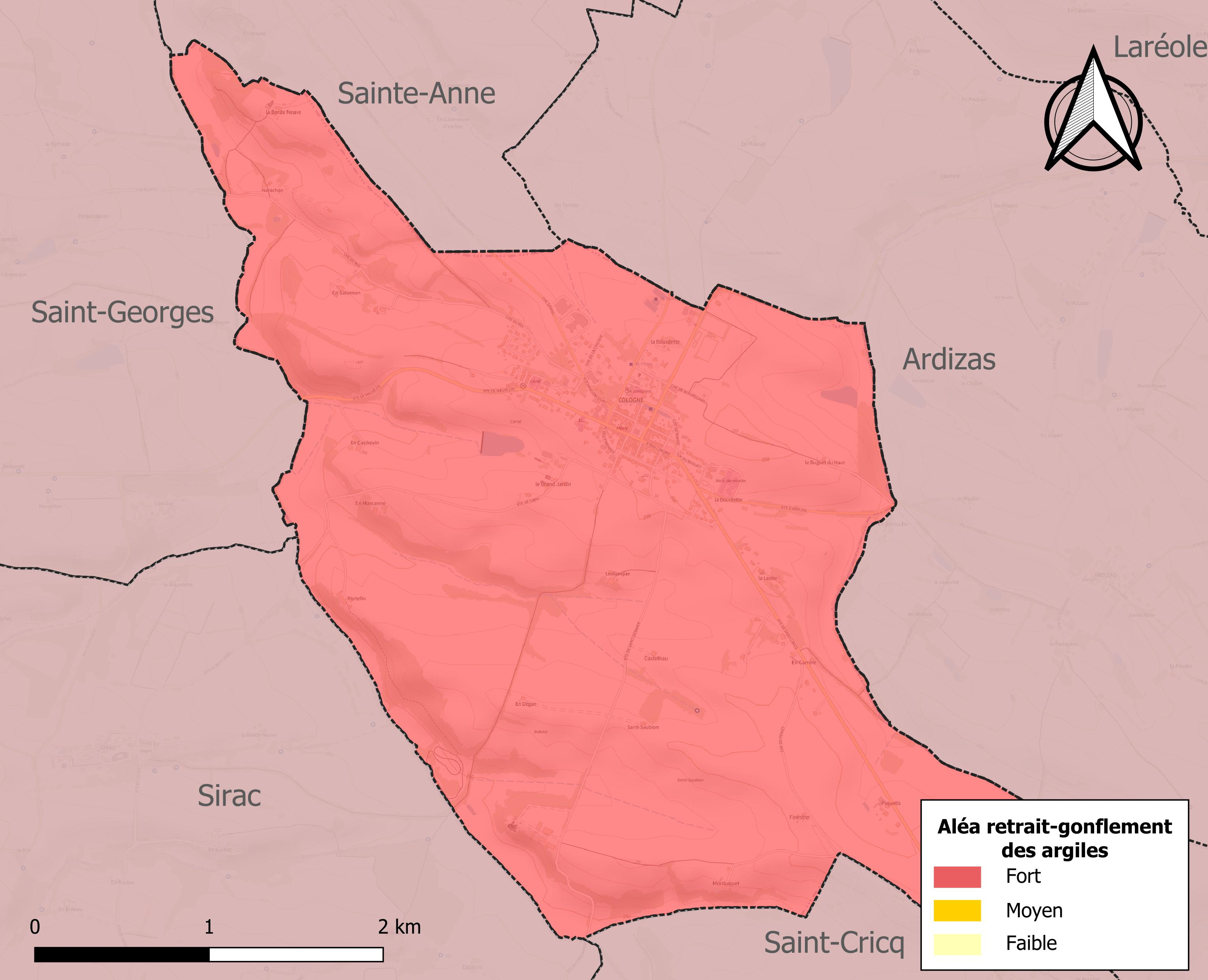
Carte des zones d'aléa retrait-gonflement des sols argileux de Cologne.

Le retrait-gonflement des sols argileux est susceptible d'engendrer des dommages importants aux bâtiments en cas d’alternance de périodes de sécheresse et de pluie. La totalité de la commune est en aléa moyen ou fort (94,5 % au niveau départemental et 48,5 % au niveau national). Sur les 321 bâtiments dénombrés sur la commune en 2019, 321 sont en aléa moyen ou fort, soit 100 %, à comparer aux 93 % au niveau départemental et 54 % au niveau national. Une cartographie de l'exposition du territoire national au retrait gonflement des sols argileux est disponible sur le site du BRGM,.
Par ailleurs, afin de mieux appréhender le risque d’affaissement de terrain, l'inventaire national des cavités souterraines permet de localiser celles situées sur la commune.
La commune a été reconnue en état de catastrophe naturelle au titre des dommages causés par les inondations et coulées de boue survenues en 1999, 2009 et 2018. Concernant les mouvements de terrains, la commune a été reconnue en état de catastrophe naturelle au titre des dommages causés par la sécheresse en 1989, 1992, 2003, 2007, 2012 et 2017 et par des mouvements de terrain en 1999.

## Toponymie
À l'instar de nombreuses autres villes neuves fondées à la même époque (« bastides »), Cologne emprunte son nom à une ville prestigieuse, Cologne en Allemagne, comme gage du succès de son développement. L’hypothèse selon laquelle la ville aurait été une colonie romaine nommée Colonia alba ne repose sur aucune base sérieuse. Elle est mentionnée dans une vie de saint Clair d’Aquitaine, qui y aurait fait une halte dans son périple entre Albi et Lactora (Lectoure).

## Histoire
La cité actuelle est une bastide fondée en 1284 par le sénéchal Eustache de Beaumarchais, qui représentait le roi de France et le comte de Toulouse. Il l'a fondé en paréage avec le seigneur local, Otton, vicomte de Terride, sur la paroisse Notre-Dame-de-Sabolène. Aussitôt, le pal est dressé et les coutumes sont promulguées deux ans plus tard.
Le plan de la bastide est caractéristique des bastides royales de plaine. La ville s'étire le long de deux axes perpendiculaires. On retrouve ce plan pour d'autres bastides fondées par le sénéchal Eustache de Beaumarchais : Mirande ou Pavie. Dans un rectangle à pans coupés s'inscrivent neuf îlots de forme carrée ou rectangulaire, la place occupant le centre.
Le maire de Cologne en 1767 est Jean-Guillaume Cavaré, et le juge Maître Bertrand Depié.

## Politique et administration

### Administration municipale
Le nombre d'habitants au recensement de 2017 étant compris entre 500 et 1 499 habitants, le nombre de membres du conseil municipal pour l'élection de 2020 est de quinze,.

### Rattachements administratifs et électoraux
Commune faisant partie de la communauté de communes des bastides de Lomagne et du canton de Gimone-Arrats (avant le redécoupage départemental de 2014, Cologne était le chef lieu de l'ex-canton de Cologne) et avant le 1er janvier 2017 elle faisait partie de la communauté de communes de Terride-Arcadèche.

## Population et société

### Démographie
L'évolution du nombre d'habitants est connue à travers les recensements de la population effectués dans la commune depuis 1793. Pour les communes de moins de 10 000 habitants, une enquête de recensement portant sur toute la population est réalisée tous les cinq ans, les populations de référence des années intermédiaires étant quant à elles estimées par interpolation ou extrapolation. Pour la commune, le premier recensement exhaustif entrant dans le cadre du nouveau dispositif a été réalisé en 2004.

En 2022, la commune comptait 920 habitants, en évolution de −0,86 % par rapport à 2016 (Gers : +1,04 %, France hors Mayotte : +2,11 %).
| 1793 | 1800 | 1806 | 1821 | 1831 | 1841 | 1846 | 1851 | 1856 |
| ---- | ---- | ---- | ---- | ---- | ---- | ---- | ---- | ---- |
| 848  | 845  | 897  | 855  | 939  | 892  | 938  | 936  | 915  |

| 1861 | 1866 | 1872 | 1876 | 1881 | 1886 | 1891 | 1896 | 1901 |
| ---- | ---- | ---- | ---- | ---- | ---- | ---- | ---- | ---- |
| 878  | 859  | 754  | 679  | 659  | 673  | 636  | 620  | 611  |

| 1906 | 1911 | 1921 | 1926 | 1931 | 1936 | 1946 | 1954 | 1962 |
| ---- | ---- | ---- | ---- | ---- | ---- | ---- | ---- | ---- |
| 534  | 551  | 504  | 501  | 502  | 504  | 480  | 466  | 456  |

| 1968 | 1975 | 1982 | 1990 | 1999 | 2004 | 2006 | 2009 | 2014 |
| ---- | ---- | ---- | ---- | ---- | ---- | ---- | ---- | ---- |
| 407  | 510  | 515  | 519  | 510  | 693  | 738  | 832  | 917  |

| 2019 | 2022 | - | - | - | - | - | - | - |
| ---- | ---- | - | - | - | - | - | - | - |
| 927  | 920  | - | - | - | - | - | - | - |

| selon la population municipale des années : | 1968 | 1975 | 1982 | 1990 | 1999 | 2006 | 2009 | 2013 |
| Rang de la commune dans le département      | 60   | 61   | 57   | 56   | 54   | 40   | 37   | 36   |
| Nombre de communes du département           | 466  | 462  | 462  | 462  | 463  | 463  | 463  | 463  |

### Enseignement
Cologne fait partie de l'académie de Toulouse.
L'éducation est assurée sur la commune de Cologne par une école primaires : Classes maternelles et élémentaires.

### Santé
Maison de retraite type EHPAD.

### Service public
Cologne possède un service départemental d'incendie et de secours, une gendarmerie, une poste, un office de tourisme.

### Manifestations culturelles et festivités
Danse, musique, chorale, salle polyvalente, foyer rural, comité des fêtes,

### Activités sportives
Chasse, pétanque, randonnée pédestre, badminton, gymnastique, football, tennis, yoga, pêche,

## Économie

### Revenus
En 2018  (données Insee publiées en septembre 2021), la commune compte 332 ménages fiscaux, regroupant 739 personnes. La médiane du revenu disponible par unité de consommation est de 20 640 € (20 820 € dans le département).

### Emploi
|                | 2008  | 2013  | 2018   |
| -------------- | ----- | ----- | ------ |
| Commune        | 7 %   | 8,3 % | 10,4 % |
| Département    | 6,1 % | 7,5 % | 8,2 %  |
| France entière | 8,3 % | 10 %  | 10 %   |

En 2018, la population âgée de 15 à 64 ans s'élève à 527 personnes, parmi lesquelles on compte 77,2 % d'actifs (66,9 % ayant un emploi et 10,4 % de chômeurs) et 22,8 % d'inactifs,. En  2018, le taux de chômage communal (au sens du recensement) des 15-64 ans est supérieur à celui de la France et du département, alors qu'il était inférieur à celui de la France en 2008.
La commune fait partie de la couronne de l'aire d'attraction de Toulouse, du fait qu'au moins 15 % des actifs travaillent dans le pôle,. Elle compte 358 emplois en 2018, contre 340 en 2013 et 336 en 2008. Le nombre d'actifs ayant un emploi résidant dans la commune est de 356, soit un indicateur de concentration d'emploi de 100,6 % et un taux d'activité parmi les 15 ans ou plus de 54,1 %.
Sur ces 356 actifs de 15 ans ou plus ayant un emploi, 92 travaillent dans la commune, soit 26 % des habitants. Pour se rendre au travail, 81,8 % des habitants utilisent un véhicule personnel ou de fonction à quatre roues, 3,1 % les transports en commun, 10,4 % s'y rendent en deux-roues, à vélo ou à pied et 4,7 % n'ont pas besoin de transport (travail au domicile).

### Activités hors agriculture

#### Secteurs d'activités
82 établissements sont implantés  à Cologne au 31 décembre 2019. Le tableau ci-dessous en détaille le nombre par secteur d'activité et compare les ratios avec ceux du département,.
| Secteur d'activité                                                                                        | Commune | Commune | Département |
| Secteur d'activité                                                                                        | Nombre  | %       | %           |
| --- | ------- | ------- | ----------- |
| Ensemble                                                                                                  | 82      |         |             |
| Industrie manufacturière, industries extractives et autres                                                | 10      | 12,2 %  | (12,3 %)    |
| Construction                                                                                              | 10      | 12,2 %  | (14,6 %)    |
| Commerce de gros et de détail, transports, hébergement et restauration                                    | 24      | 29,3 %  | (27,7 %)    |
| Activités financières et d'assurance                                                                      | 1       | 1,2 %   | (3,5 %)     |
| Activités immobilières                                                                                    | 4       | 4,9 %   | (5,2 %)     |
| Activités spécialisées, scientifiques et techniques et activités de services administratifs et de soutien | 11      | 13,4 %  | (14,4 %)    |
| Administration publique, enseignement, santé humaine et action sociale                                    | 16      | 19,5 %  | (12,3 %)    |
| Autres activités de services                                                                              | 6       | 7,3 %   | (8,3 %)     |

Le secteur du commerce de gros et de détail, des transports, de l'hébergement et de la restauration est prépondérant sur la commune puisqu'il représente 29,3 % du nombre total d'établissements de la commune (24 sur les 82 entreprises implantées  à Cologne), contre 27,7 % au niveau départemental.

#### Entreprises et commerces
Les cinq entreprises ayant leur siège social sur le territoire communal qui génèrent le plus de chiffre d'affaires en 2020 sont : 
- Penser Maitriser Technicite Logistique - PMTL, mécanique industrielle (6 024 k€)
- Alliance, hébergement médicalisé pour personnes âgées (3 961 k€)
- Groupe Chabanon Cars Gers Garonne, transport de voyageurs et agence de voyages (3 467 k€)
- Presse De Gascogne, commerce de gros (commerce interentreprises) de produits laitiers, œufs, huiles et matières grasses comestibles (2 971 k€)
- Ailes, activités des sièges sociaux (429 k€)
- Societe Immobiliere De Pominet, administration d'immeubles et autres biens immobiliers (9 k€)

L'agriculture basée sur la culture de céréales (maïs, blé…) a une place importante et l'artisanat ainsi que le commerce y sont bien représentés.

### Agriculture
|               | 1988 | 2000 | 2010 | 2020 |
| ------------- | ---- | ---- | ---- | ---- |
| Exploitations | 14   | 10   | 11   | 8    |
| SAU (ha)      | 513  | 486  | 719  | 707  |

La commune est dans les « Coteaux du Gers », une petite région agricole occupant l'est du département du Gers. En 2020, l'orientation technico-économique de l'agriculture  sur la commune est la culture de céréales et/ou d'oléoprotéagineuses. Huit exploitations agricoles ayant leur siège dans la commune sont dénombrées lors du recensement agricole de 2020 (14 en 1988). La superficie agricole utilisée est de 707 ha,,.

## Culture locale et patrimoine

### Lieux et monuments
Ce village présente la particularité d'être situé à l'intersection de la Gascogne gersoise et de la Gascogne toulousaine, et donc de présenter des caractéristiques architecturales appartenant à ces deux catégories.
La halle

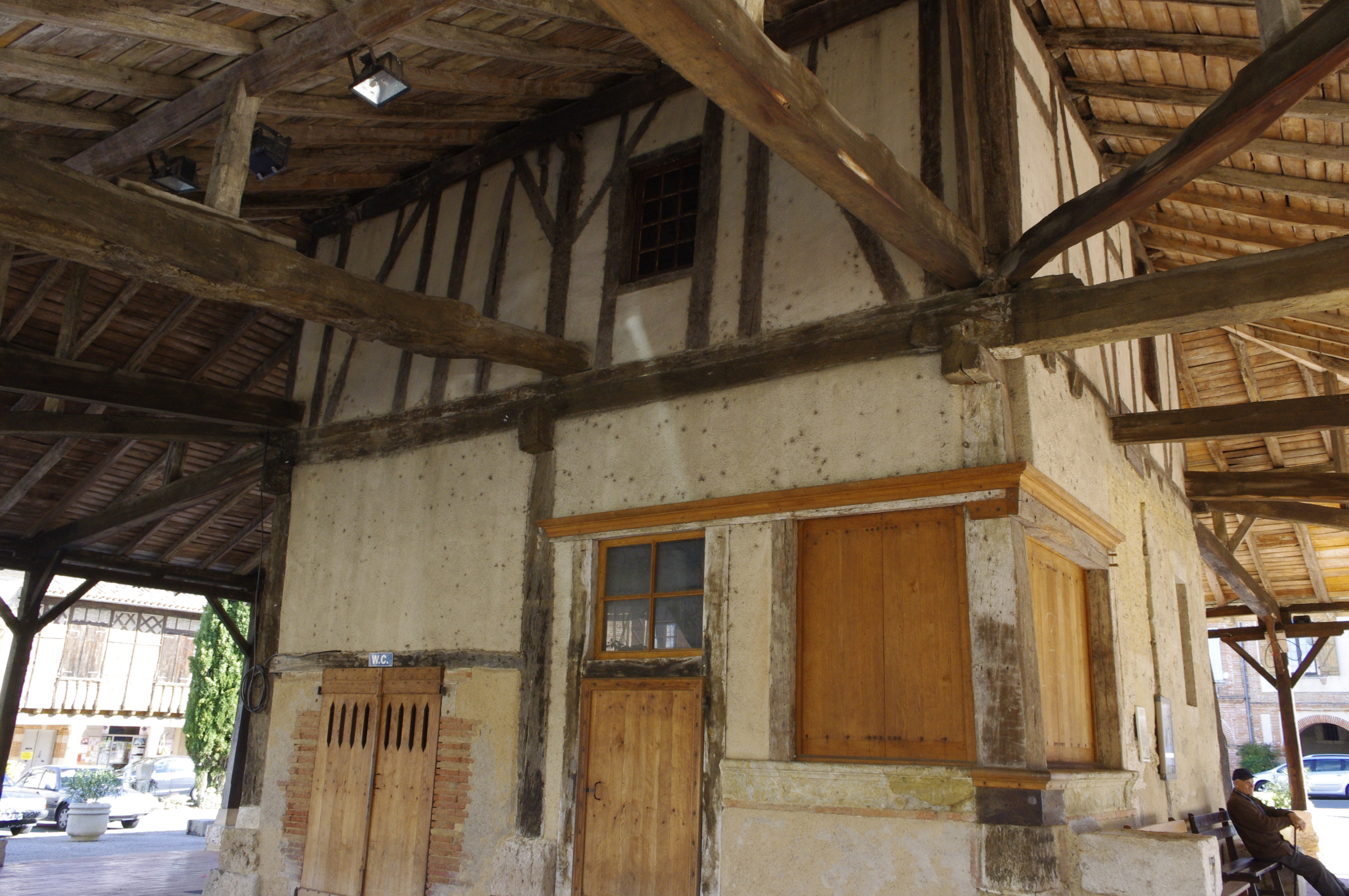
La halle de marché.

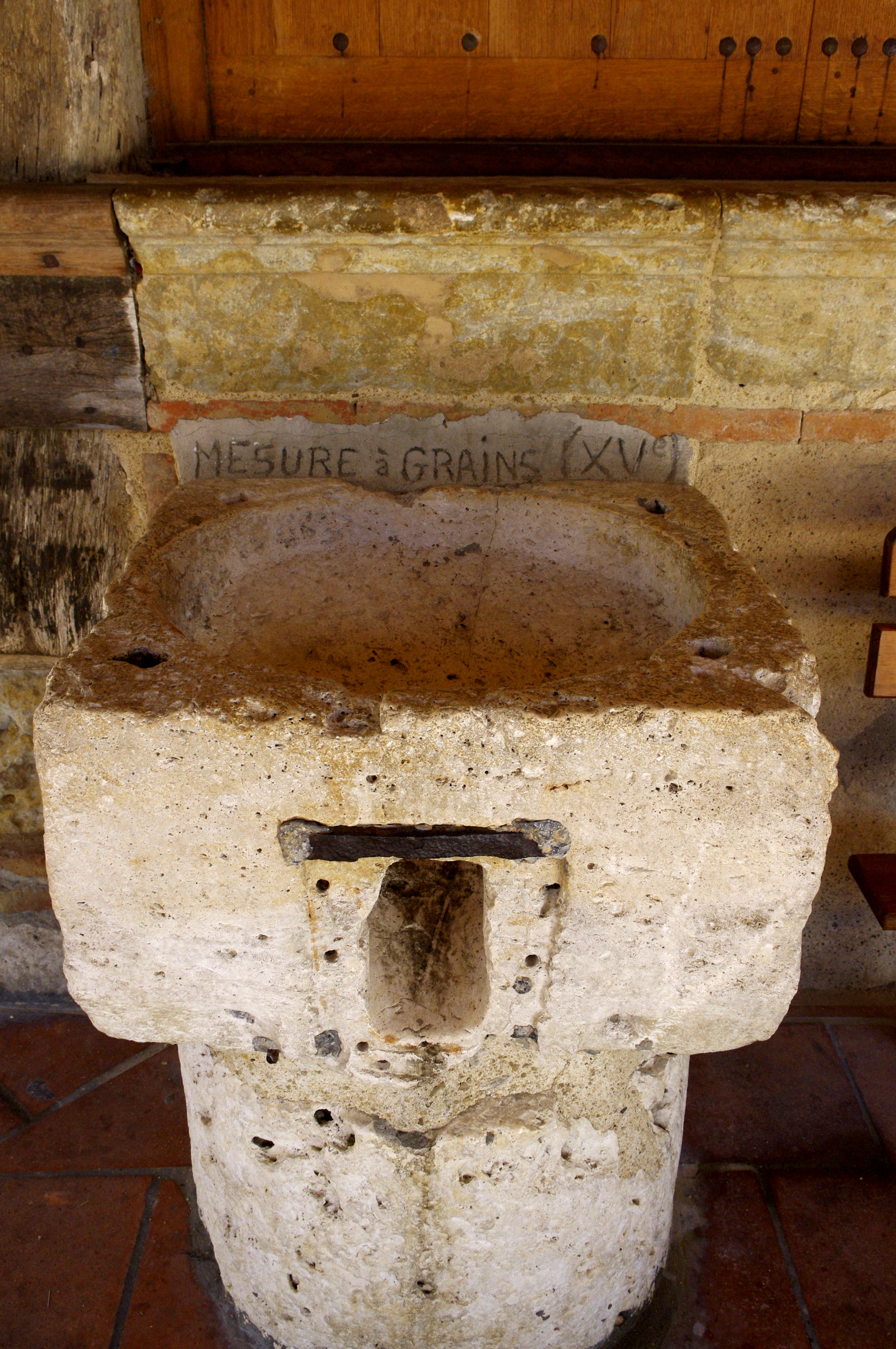
La mesure à grains du XVe.

Comme les autres bastides, nombreuses dans le Gers, Cologne se distingue par sa halle médiévale située sur la place, elle-même particulièrement vaste. Elle date du XIVe siècle. Bâtie sur des piliers de pierre aux angles et de bois ailleurs, elle était le lieu d'accueil des foires et des marchés hebdomadaires. La halle entoure un bâtiment à colombage qui est surmonté d'un petit beffroi avec une couverture en poivrière. Ce beffroi abrite une cloche ancienne datée de 1607. Exemple très rare, des mesures à grain du XVe siècle taillées dans la pierre sont installées sous la halle. La halle est l'édifice le plus important de Cologne avec l'église.
L'église Notre-Dame-de-l'Assomption
L'église est, comme dans de nombreuses autres fondations du sénéchal Eustache de Beaumarchais, séparée de la place par un îlot d'habitation. L'église a été profondément remaniée. Toutefois, elle conserve quelques vestiges du XIVe siècle, notamment une partie de la façade ouest et nord et le petit portail latéral nord. L'édifice est surtout intéressant par son décor intérieur, par son mobilier et par son trésor : bel autel de style Louis XVI, grande pietà de bois doré du XVIIe siècle, croix de procession du XVIe siècle. La salle du trésor rassemble de très beaux objets liturgiques des XVIIe et XVIIIe siècles. L'église est répertoriée dans la base Mérimée.
La place

La place est l'une des plus belles du Gers avec son ensemble de couverts magnifiquement restaurés. La place des bastides était, en effet, le plus souvent bordée par des galeries couvertes appelées cornières, ambans ou couverts. Ces lieux de passage, à l'abri du soleil et de la pluie offraient aux commerçants et aux artisans des avancées pour leur échoppes. La place doit être vaste comme à Cologne, car c'est un espace essentiel de convivialité. C'est aux côtés nord et sud que l'on trouve les plus anciens couverts. Ils sont à colombage et brique en fougère ou enduits, sur piliers de bois. Le mélange des matériaux utilisés pour la construction des bâtiments : bois, brique et calcaire, donne à cette place une âme bien particulière.

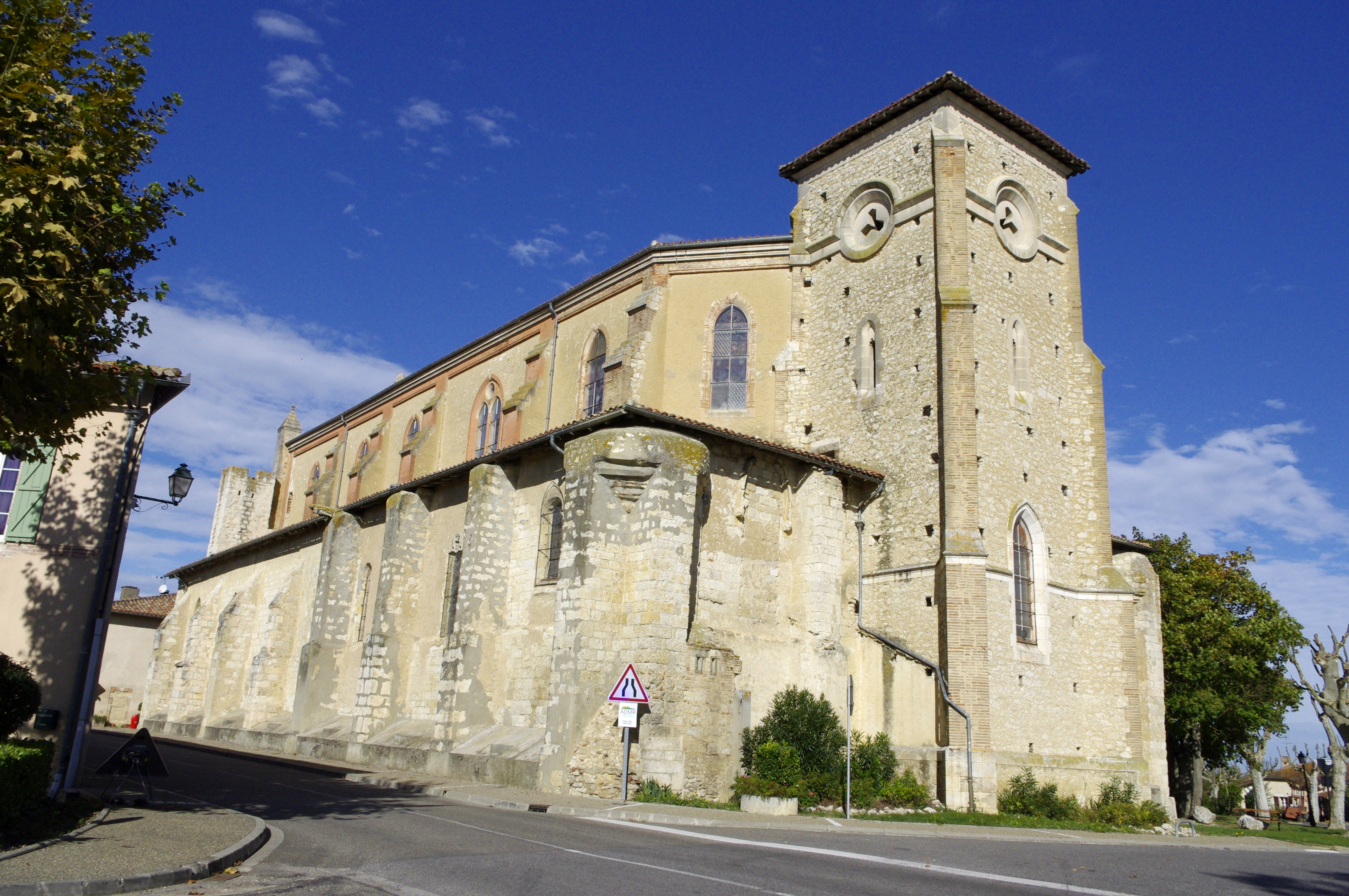
L'église.
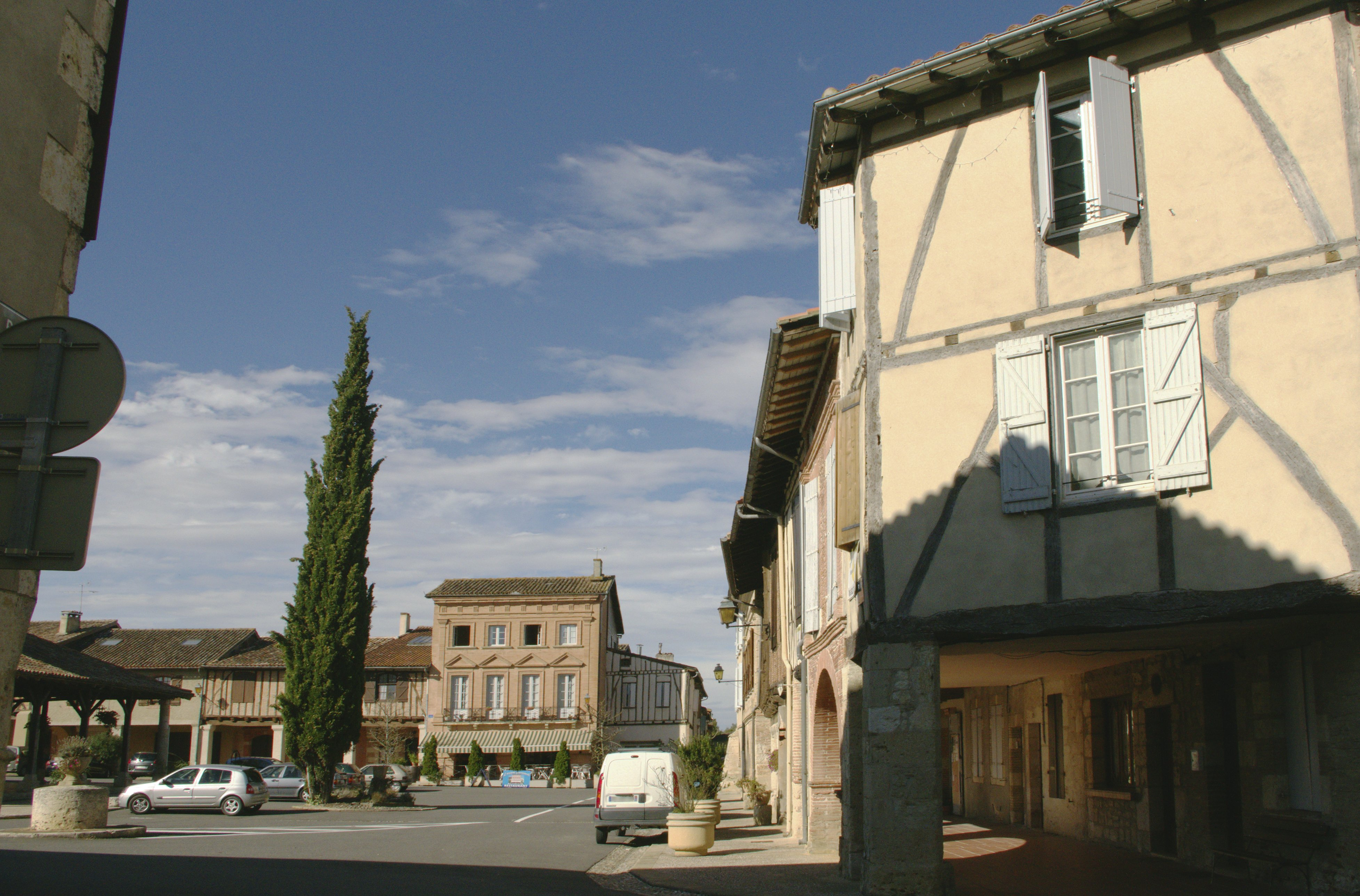
Maisons sur la place.
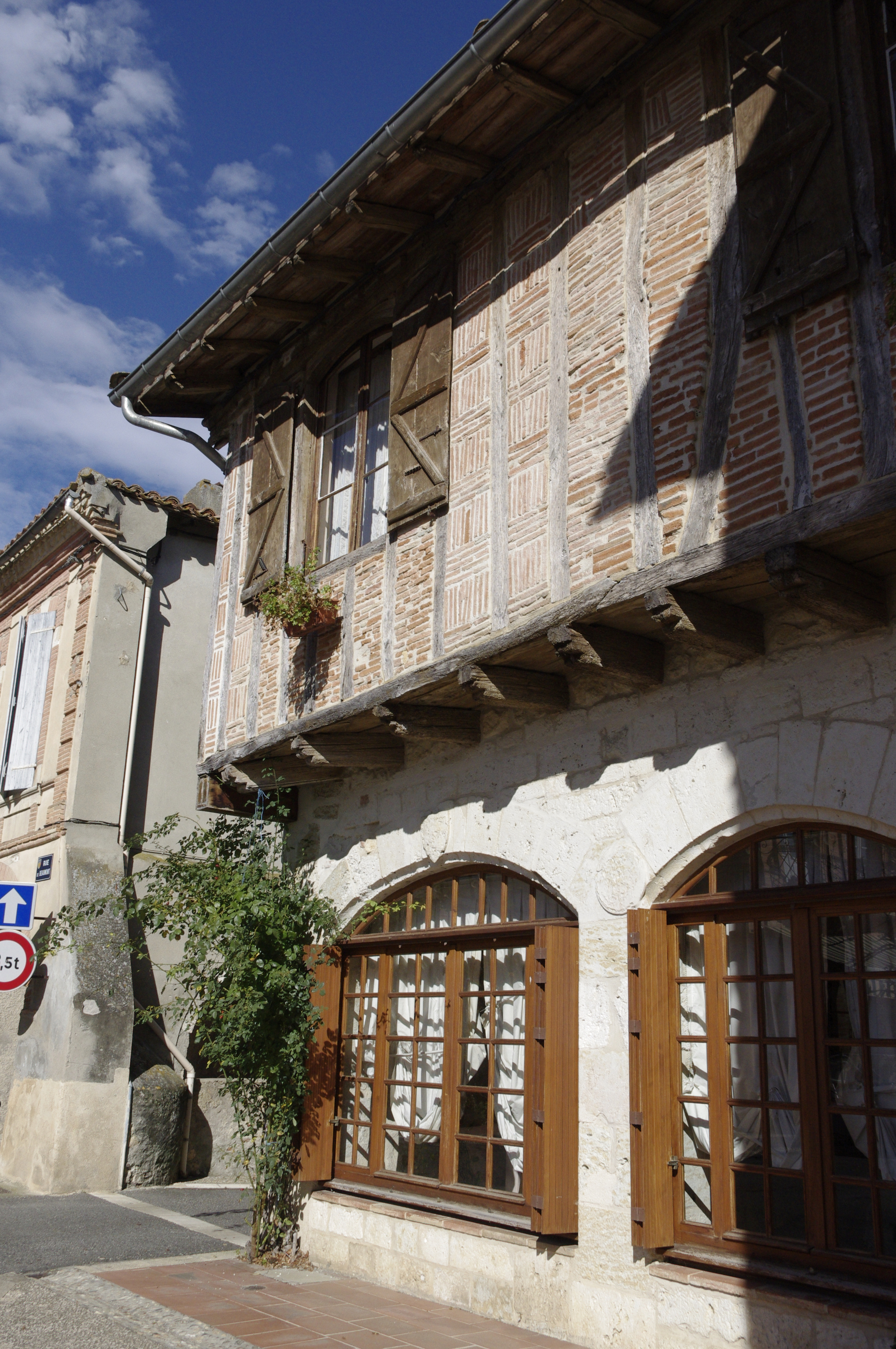
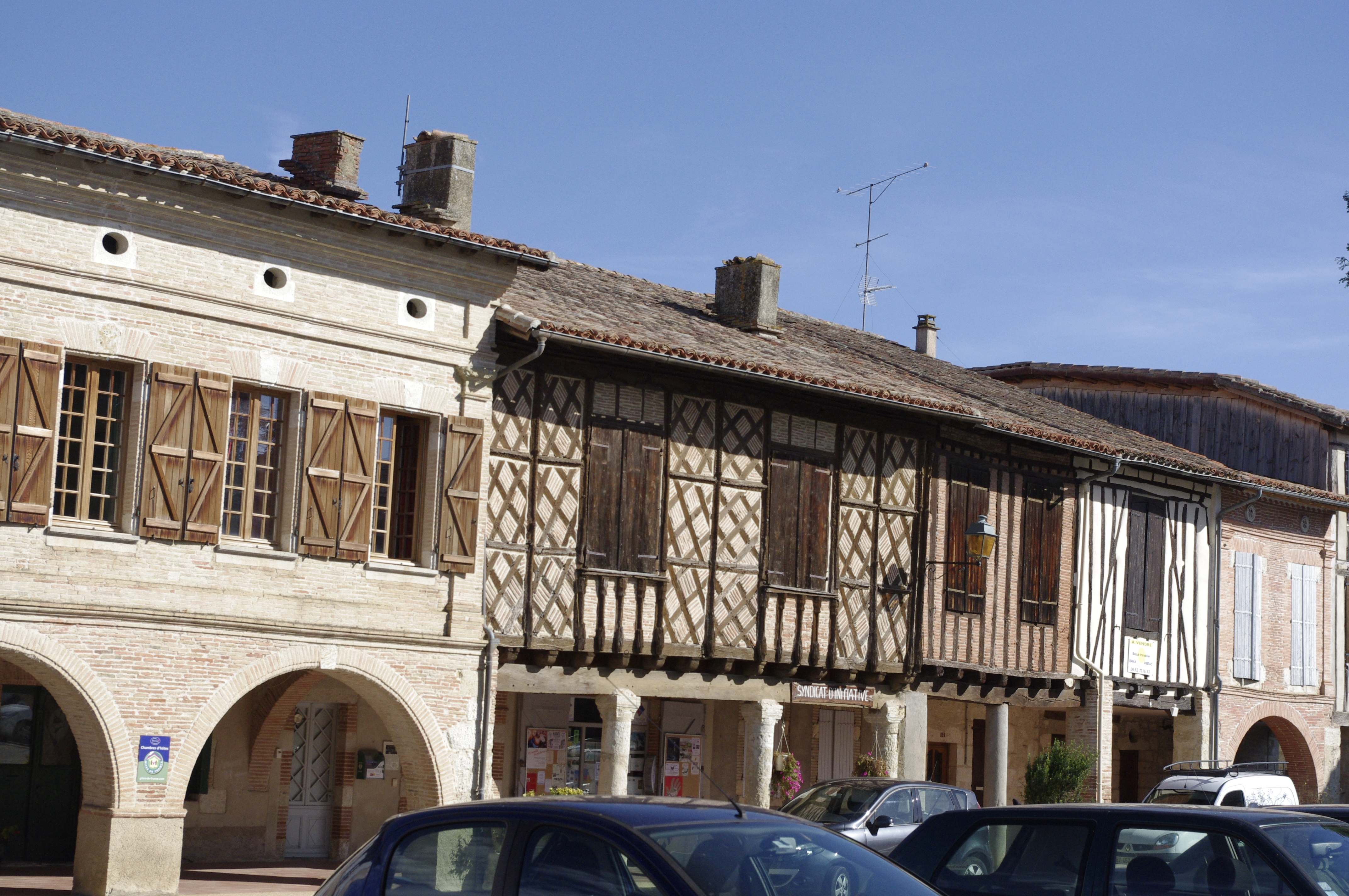
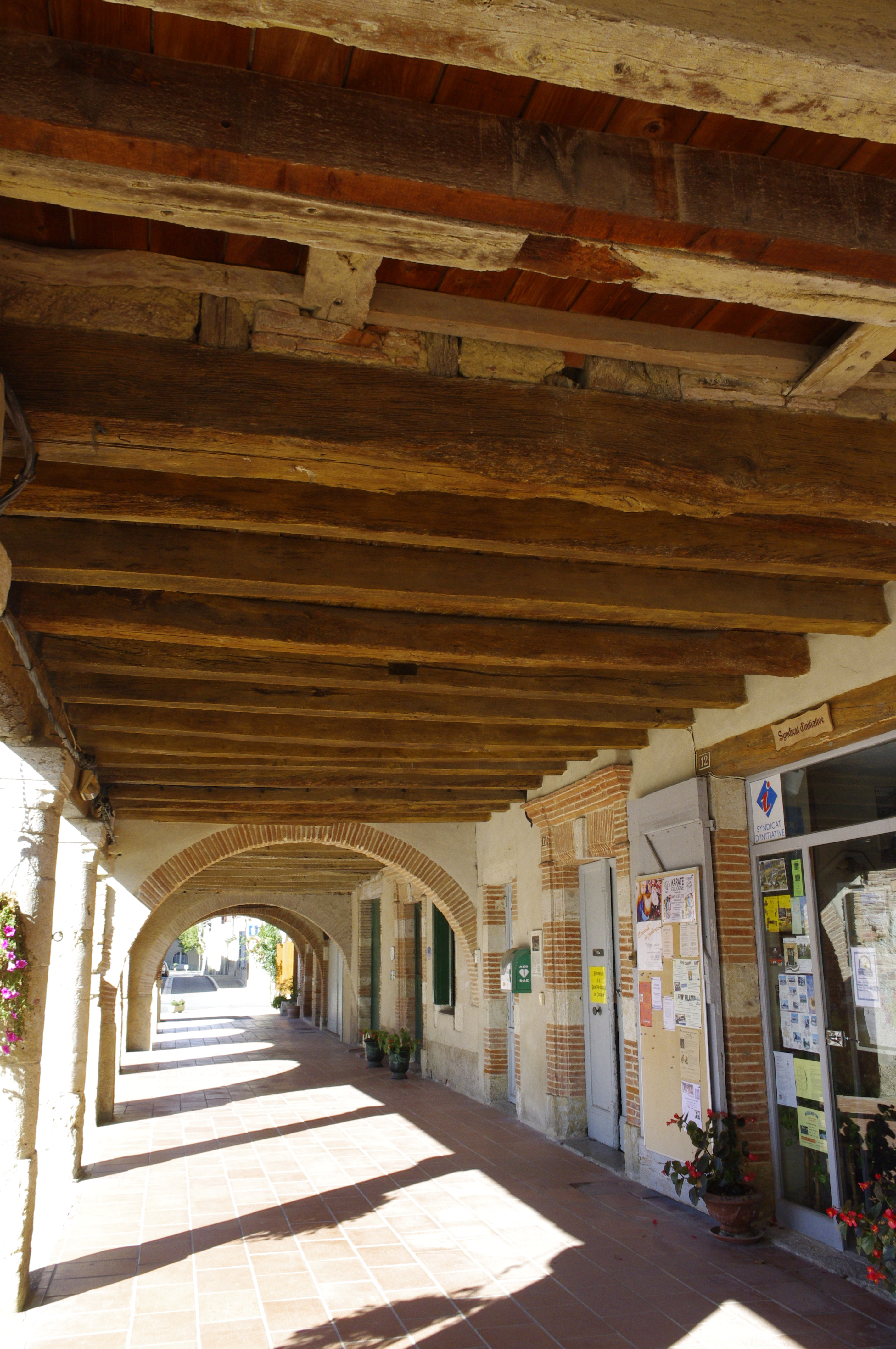
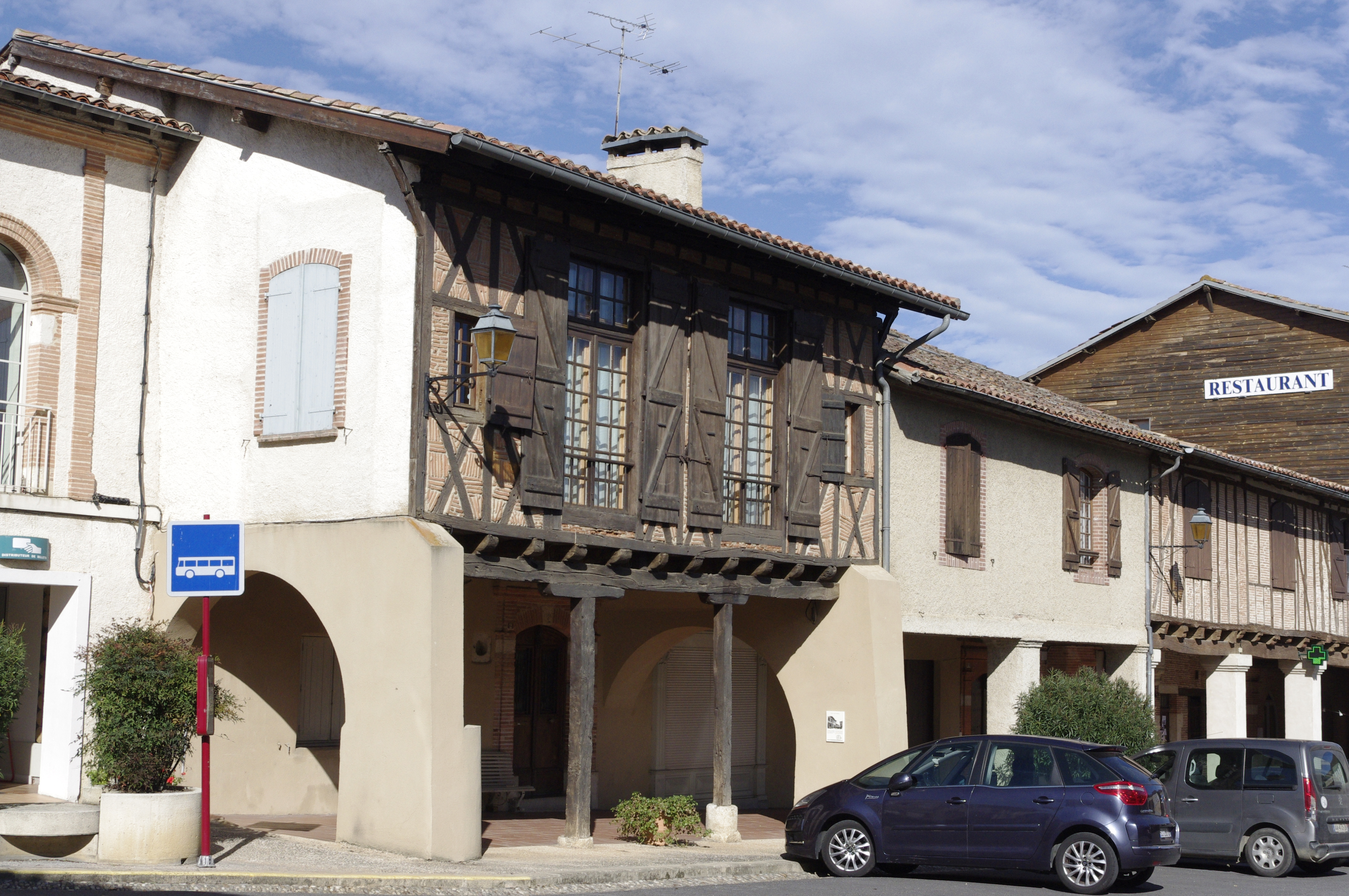

### Personnalités liées à la commune
- François-Louis de Polastron
- Eustache de Beaumarché
- Camille Catalan, député sous la Troisième République

### Héraldique
| Blason | Blasonnement : Parti : au 1er de sinople grillagé en filet d'or, au 2e de gueules à onze besants d'or rangés en trois pals de 5, 4 et 2 pièces ; au chef d'azur chargé de trois fleurs de lis d'or soutenues (d'une divise de gueules chargée) d'une épée d'argent, garnie d'or et posée en fasce. |